# Promontorium
Promontorium (z łac. cypel) – fragment powierzchni Księżyca znacznie jaśniejszy od sąsiednich obszarów (zazwyczaj mórz lub oceanu). Określenia Promotorium dotyczy tylko najbardziej wyraźnych rejonów powierzchni Księżyca. Powszechnie uważa się, że za powstanie cypli księżycowych odpowiedzialne są mikrometeoryty.

## Promontoria księżycowe
| Nazwa                   | Koordynaty księżycowe                 | Średnica | Pochodzenie nazwy                   |
| ----------------------- | ------------------------------------- | -------- | ----------------------------------- |
| Promontorium Agarum     | ☾ 14,0°N 66,0°E/14,000000 66,000000   | 70 km    | przylądek na Morzu Azowskim         |
| Promontorium Agassiz    | ☾ 42,0°N 1,8°E/42,000000 1,800000     | 20 km    | Louis Agassiz (1807-1873)           |
| Promontorium Archerusia | ☾ 16,7°N 22,0°E/16,700000 22,000000   | 10 km    | przylądek na Morzu Czarnym          |
| Promontorium Deville    | ☾ 43,2°N 1,0°E/43,200000 1,000000     | 20 km    | Charles Joseph Deville (1814-1876)  |
| Promontorium Fresnel    | ☾ 29,0°N 4,7°E/29,000000 4,700000     | 20 km    | Augustin Jean Fresnel (1788-1827)   |
| Promontorium Heraclides | ☾ 40,3°N 33,2°W/40,300000 -33,200000  | 50 km    | Heraklides z Pontu                  |
| Promontorium Kelvin     | ☾ 27,0°S 33,0°W/-27,000000 -33,000000 | 50 km    | Lord Kelvin (1824-1907)             |
| Promontorium Laplace    | ☾ 46,0°N 25,8°W/46,000000 -25,800000  | 50 km    | Pierre Simon de Laplace (1749-1827) |
| Promontorium Taenarium  | ☾ 19,0°S 8,0°W/-19,000000 -8,000000   | 70 km    | przylądek w Grecji                  |
| 1.                      |                                       |          |                                     |